# エアスピード コンサル
エアスピード AS.65 コンサル
マンチェスター空港に駐機するコンサル（1954年）
- 用途：旅客機、輸送機
- 製造者：エアスピード社（英語版）
- 生産数：162機[1][2]
- 生産開始：1946年

エアスピード コンサル  (英語: Airspeed AS.65 Consul) は、第二次世界大戦後にイギリスのエアスピード社が開発・販売した小型旅客機である。コンサルは、大戦中に空軍向け練習機として大量生産され余剰化したエアスピード オックスフォードをイギリス政府から買い戻し、旅客機に改装した機種である。
コンサルの製造は大戦直後に始まり、1946年から1950年代にかけて162機が生産された。

## 概要
イギリス軍向け練習機オックスフォードの量産は1937年に始まり、エアスピード社だけでなくデ・ハビランド社なども加わって大量生産が行われた。エアスピード社の経営陣は1940年頃の時点からすでに大戦後の余剰化を見据え余剰機を民間向けに改装する計画を立てていた。1945年の大戦終結直後エアスピード社はイギリス政府に対し買い戻しの交渉を開始した。この中には完成機だけでなく工場で組み立て中のものも含まれていた。
エアスピード社はこの機種をコンサルと名付け、最初の完成機は1946年3月に認証を受けすぐに民間企業に販売された。既存機種からの改造であったため型式認証の取得にほとんど手間も時間もかからなかったのである。オックスフォードからコンサルへの改造の内容は、機体の両側面に窓を一組追加・コクピットと客席の間の仕切り板の追加・荷物入れとして機能する細長い機首への換装・重心変化に伴う尾翼の調整などであった。
改造元のオックスフォードは総計で約8,800機もの生産がおこなわれていたため余剰機は充分にあり、その分低価格で入手可能であった。このためコンサルも機体の規模の割には手頃な価格で販売され、英国だけでなく輸出先の小規模な航空会社でも広く受け入れられた。
エアスピード社はコンサルの各種改装キットを販売したほか、工場生産時のオプションとして救急搬送型やVIP輸送型などを用意した。また、やや逆説的ではあるがコンサルの軍用向けモデルも提案された。このタイプには機関銃、ロケット弾発射機、小型銃塔などの取り付けが可能であった。

## 運用

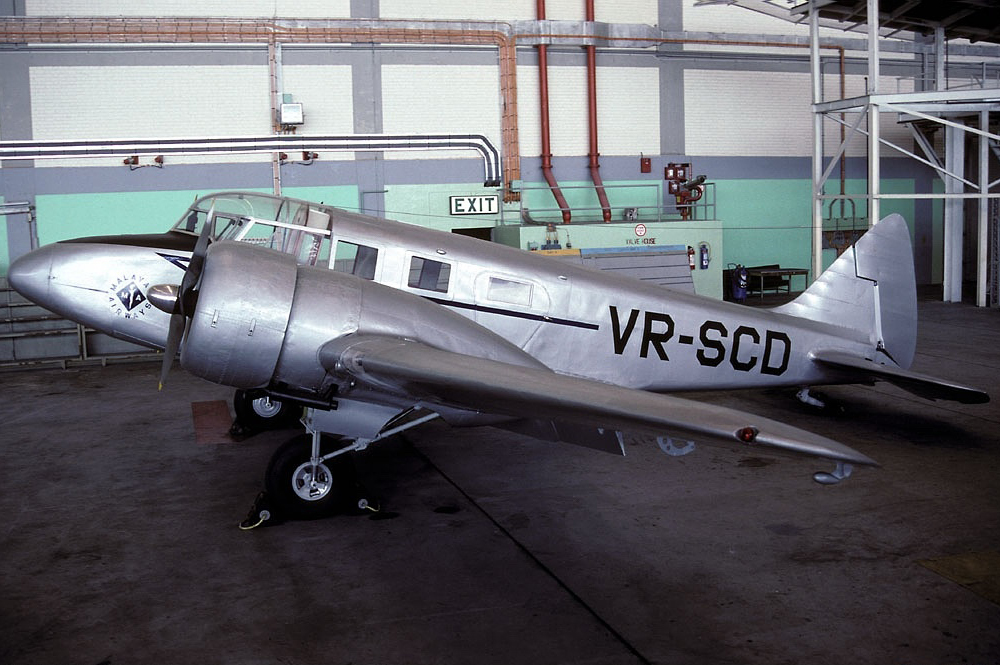
マラヤ航空で使用されていた機体

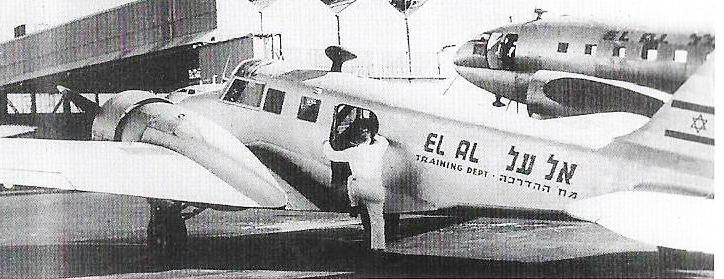
エル・アル航空で使用されていた機体

コンサルはイギリス・アイルランド・アイスランド・ベルギー・マルタ・東南アジア圏などの国々で小規模な定期便やチャーター便を運航する航空会社によって導入された。シンガポール航空や、マレーシア航空の前身のマラヤ航空にとっては、最初の導入機種となった。また、いくつかの大企業がVIP用として導入する例もあった。
ただ、コンサルは木製の中古機で積載量も多くなく、旅客輸送向けの長期運用は難しい機種であった。イギリス・ニュージーランド・アルゼンチン・トルコなどでは政府機関や軍によってVIP輸送用として導入された。これらの国の軍は、もともとオックスフォードを運用していたため扱いに慣れていた。
イスラエルは1949年に民間向けのコンサルを11機購入しオックスフォードと共に軍用練習機として1957年頃まで使用した。
1960年の時点で世界中で少なくとも9機のコンサルが運用されていた。エアスピード社の航空機を研究しているH.A.テイラーの書籍によれば、コンサルはエアスピード社の民間向け機種としては唯一ビジネスとして成功したものとして言及されている。